# Tuva zászlaja
Három nappal azután, hogy elfogadták ezt a zászlót, fel is szentelte az országot éppen meglátogató Dalai Láma. A színek a jólétet (a sárga), a bátorságot és az erőt (a kék), valamint a tisztaságot (a fehér) jelképezik.
A zászlót 1992. szeptember 17-én vonták fel hivatalosan. Oldalainak aránya 1:2.